# Moór Anna
Rehák Józsefné Moór Anna (Felsőőr, Vas vármegye, 1773. – Vörösvár, 1842. május 27.) magyar színésznő.

## Élete
Az első magyar színtársulat vezető színésznője. Már a megnyitó előadáson, 1790. október 25-én Simai Kristóf Igazházijában is zajos tapsok közt játszott. Drámai hősnők szerepében és vígjátékokban egyaránt sikert aratott. Többek között Dugonics András Etelka című regénye dramatizált változatának címszerepét alakította.
A Sehy Ferenc színész által irányított ármánykodások miatt egy ideig távol maradt Kelemen László színtársulatától, de 1796-ig, a társulat feloszlásáig tagja volt. Kazinczy Ferenc a „Pályám Emlékezeté"-ben ezeket írta róla: „A szép Moór Náninak /később Rehák prókátor hitvesének/ nem kelle mester; őtet a természet szülte azzá. Gyönyörű leány, Palinak /Ráday Pálnak/ nagy öröme, nagy kevélysége. Szava, állása, mozgásai, különösen az a mesteri kéztartás is, csudálást érdemlé. Egy angol ki a szép leányt szinen kivül nem látta s nyelvünket nem értette, soha el nem maradt a játékból, és csak azért, hogy nyelvünk modulatióját a varázs leány szájából halhassa...".

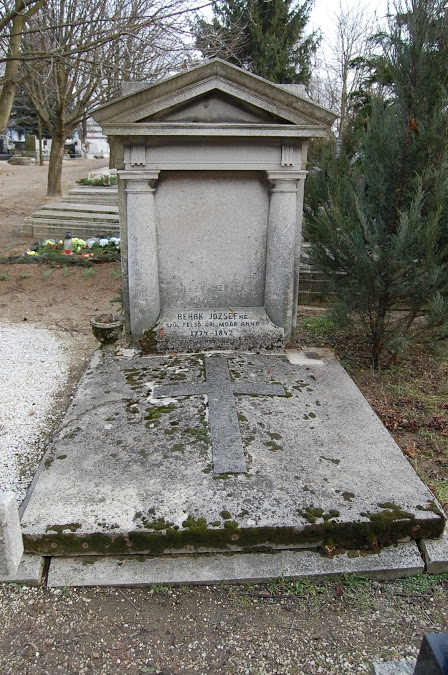
Moór Anna sírja a vörösvári temetőben

1793-ban férjhez ment Rehák József pesti ügyvédhez. Később férjével együtt a budavidéki Vörösvár községbe (a mai Pilisvörösvárra) költözött, itt a postát kezelték és gazdálkodtak. Ő adományozta a község katolikus egyházközsége számára a helyi templom ma is látható keresztelőkútját.
A tehetséges művésznő átdolgozásait is sikerrel játszották, színre alkalmazta Dugonics András több munkáját.

## Emlékezete
Fogarasy Attila helytörténész kezdeményezésére Moór Anna síremlékét 2014-ben a Nemzeti Kegyeleti és Emlékhely Bizottság a Nemzeti sírkert részeként országos védelem alá helyezte.
Moór Anna születésének 250. évfordulója alkalmából Pilisvörösvár Város Önkormányzata emlékévet hirdetett. Az emlékév első jelentősebb eseménye volt Moór Anna síremlékének felújítása és újraszentelése a vörösvári temetőben, 2023. június 2-án. A síremlék felújítását Pilisvörösvár Város Önkormányzata kérésére a Nemzeti Örökség Intézete végezte, a költségeket is ők állták.
2023. szeptember 11-én a Vörösvári Napok keretében került sor a „Pilisvörösvárért” emlékérmek és a „Pilisvörösvár Város Díszpolgára” kitüntető címek átadására. 2023-ban a posztumusz címet Rehákné Moór Anna kapta meg „a magyar színművészetben játszott úttörő szerepe, jótékonykodása, és a helyi egyházközösségnek nyújtott kiemelkedő támogatása elismeréseként”.
2024. január 26-án „Moór Anna 250” címmel emlékestet és kiállítást rendeztek a Művészetek Háza színháztermében.
2024 májusában az emlékév lezárásaként megjelent Fogarasy Attila: Moór Anna című könyve. 